# Jakub Kiwior
Jakub Piotr Kiwior (Tychy, 15 februari 2000) is een Pools voetballer die sinds 2023 uitkomt voor Arsenal. Kiwior is een verdediger.

## Carrière

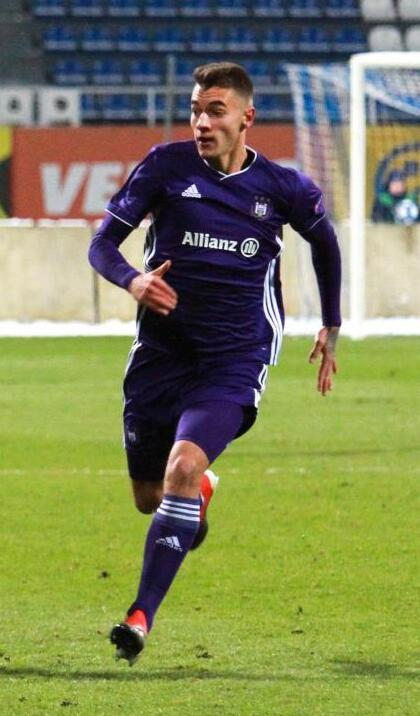
Kiwior in 2018 met RSC Anderlecht in de UEFA Youth League 2018/19

Kiwior werd in de zomer van 2016 door RSC Anderlecht weggeplukt bij GKS Tychy, de club uit zijn geboortestad. Kiwior werd ondergebracht bij de U17. In de voorbereiding op het seizoen 2017/18 haalde de trainer van het eerste elftal van Anderlecht René Weiler, naar de A-kern. Na enkele trainingen werd de Pool echter terug naar de jeugdelftallen gestuurd. In de seizoenen 2017/18 en 2018/19 nam hij met Anderlecht deel aan de UEFA Youth League.
Kiwior slaagde er uiteindelijk niet in om door te breken naar het eerste elftal van Anderlecht en koos in januari 2019 voor een vertrek naar het Slowaakse FK Železiarne Podbrezová, waar hij een maand later zijn debuut in de Fortuna Liga maakte. Kiwior degradeerde met Podbrezová naar de 2. Liga en begon met zijn club nog aan het nieuwe seizoen, maar in augustus 2019 haalde MŠK Žilina hem terug naar de hoogste Slowaakse divisie. Eind maart 2020 vroeg Žilina het faillissement aan, maar Kiwior behoorde niet tot de zeventien spelers die op straat werden gezet.
In zijn tweede seizoen bij Žilina bereikte hij met de club de finale van de Beker van Slowakije. Kiwior scoorde in de finale tegen Slovan Bratislava na een halfuur het openingsdoelpunt, maar de hoofdstedelingen wonnen uiteindelijk na verlengingen. Žilina bleef desondanks niet verstoken van Europees voetbal, want via barragewedstrijden tegen ŠKF Sereď (dat eerste was geëindigd in de degradatiegroep) plaatste de club zich voor de Conference League.
Kiwior begon het seizoen 2021/22 bij Žilina, waarmee hij acht voorrondewedstrijden speelde in de Conference League. Žilina schakelde Dila Gori, Apollon Limasol en Tobol Qostanay uit, maar werd in de laatste voorronde uitgeschakeld door FK Jablonec. Op 31 augustus 2021 ondertekende hij echter een vierjarig contract bij de Italiaanse eersteklasser Spezia Calcio, die anderhalf miljoen euro voor hem neertelde. Op 1 december 2021 maakte hij er zijn officiële debuut in de competitiewedstrijd tegen Internazionale. Kiwior kreeg er een basisplaats en veroorzaakte kort voor het uur een strafschop na handspel.
Op 23 januari 2023, tekende Kiwior bij Arsenal uit de Premier League.

## Interlandcarrière
Kiwior debuteerde voor het Pools voetbalelftal op 11 juni 2022 in een Nations League-wedstrijd tegen Nederland. Kiwior werd op 29 mei 2024 door bondscoach Michał Probierz opgenomen in de voorlopige Poolse selectie voor het EK 2024 in Duitsland. Op 7 juni 2024 werd hij ook opgenomen in de definitieve selectie. Polen werd in de groepsfase uitgeschakeld met nederlagen tegen Nederland (1–2) en Oostenrijk (1–3) en een gelijkspel tegen Frankrijk (1–1). Kiwior miste op het toernooi geen minuut aan speeltijd.
| Interlands van Jakub Kiwior voor Polen | Interlands van Jakub Kiwior voor Polen | Interlands van Jakub Kiwior voor Polen | Interlands van Jakub Kiwior voor Polen | Interlands van Jakub Kiwior voor Polen | Interlands van Jakub Kiwior voor Polen |
| №                                      | Datum                                  | Wedstrijd                              | Uitslag                                | Competitie                             | Goals                                  |
| Als speler bij Spezia Calcio           | Als speler bij Spezia Calcio           | Als speler bij Spezia Calcio           | Als speler bij Spezia Calcio           | Als speler bij Spezia Calcio           | Als speler bij Spezia Calcio           |
| -------------------------------------- | -------------------------------------- | -------------------------------------- | -------------------------------------- | -------------------------------------- | -------------------------------------- |
| 1                                      | 11 juni 2022                           | Nederland – Polen                      | 2 – 2                                  | UEFA Nations League 2022/23            | -                                      |
| 2                                      | 14 juni 2022                           | Polen – België                         | 0 – 1                                  | UEFA Nations League 2022/23            | -                                      |
| 3                                      | 22 september 2022                      | Polen – Nederland                      | 0 – 2                                  | UEFA Nations League 2022/23            | -                                      |
| 4                                      | 25 september 2022                      | Wales – Polen                          | 0 – 1                                  | UEFA Nations League 2022/23            | -                                      |
| 5                                      | 16 november 2022                       | Polen – Chili                          | 1 – 0                                  | Vriendschappelijk                      | -                                      |
| 6                                      | 22 november 2022                       | Mexico – Polen                         | 0 – 0                                  | FIFA WK 2022 groepsfase                | -                                      |
| 7                                      | 26 november 2022                       | Polen – Saoedi-Arabië                  | 2 – 0                                  | FIFA WK 2022 groepsfase                | -                                      |
| 8                                      | 30 november 2022                       | Polen – Argentinië                     | 0 – 2                                  | FIFA WK 2022 groepsfase                | -                                      |
| 9                                      | 4 december 2022                        | Frankrijk – Polen                      | 3 – 1                                  | Achtste finale WK 2022                 | -                                      |
| Als speler bij Arsenal                 |                                        |                                        |                                        |                                        |                                        |
| 10                                     | 24 maart 2023                          | Tsjechië – Polen                       | 3 – 1                                  | EK-kwalificatie 2024                   | -                                      |
| 11                                     | 27 maart 2023                          | Polen – Albanië                        | 1 – 0                                  | EK-kwalificatie 2024                   | -                                      |
| 12                                     | 16 juni 2023                           | Polen – Duitsland                      | 1 – 0                                  | Vriendschappelijk                      | 31'                                    |
| 13                                     | 20 juni 2023                           | Moldavië – Polen                       | 3 – 2                                  | EK-kwalificatie 2024                   | -                                      |
| 14                                     | 7 september 2023                       | Polen – Faeröer                        | 2 – 0                                  | EK-kwalificatie 2024                   | -                                      |
| 15                                     | 10 september 2023                      | Albanië – Polen                        | 2 – 0                                  | EK-kwalificatie 2024                   | -                                      |
| 16                                     | 12 oktober 2023                        | Faeröer – Polen                        | 0 – 2                                  | EK-kwalificatie 2024                   | -                                      |
| 17                                     | 15 oktober 2023                        | Polen – Moldavië                       | 1 – 1                                  | EK-kwalificatie 2024                   | -                                      |
| 18                                     | 17 november 2023                       | Polen – Tsjechië                       | 1 – 1                                  | EK-kwalificatie 2024                   | -                                      |
| 19                                     | 21 november 2023                       | Polen – Letland                        | 2 – 0                                  | Vriendschappelijk                      | -                                      |
| 20                                     | 21 maart 2024                          | Polen – Estland                        | 5 – 1                                  | EK-kwalificatie 2024                   | -                                      |
| 21                                     | 26 maart 2024                          | Wales – Polen                          | 0 – 0 (4 – 5 n.s.)                     | EK-kwalificatie 2024                   | -                                      |
| 22                                     | 7 juni 2024                            | Polen – Oekraïne                       | 3 – 1                                  | Vriendschappelijk                      | -                                      |
| 23                                     | 10 juni 2024                           | Polen – Turkije                        | 2 – 1                                  | Vriendschappelijk                      | -                                      |
| 24                                     | 16 juni 2024                           | Polen – Nederland                      | 1 – 2                                  | EK 2024                                | -                                      |
| 25                                     | 21 juni 2024                           | Polen – Oostenrijk                     | 1 – 3                                  | EK 2024                                | -                                      |
| 26                                     | 25 juni 2024                           | Polen – Frankrijk                      | 1 – 1                                  | EK 2024                                | -                                      |
| 27                                     | 5 september 2024                       | Schotland – Polen                      | 2 – 3                                  | Nations League 2024/25                 | -                                      |
| 28                                     | 12 oktober 2024                        | Polen – Portugal                       | 1 – 3                                  | Nations League 2024/25                 | -                                      |
| 29                                     | 15 oktober 2024                        | Polen – Kroatië                        | 3 – 3                                  | Nations League 2024/25                 | -                                      |
| 30                                     | 15 november 2024                       | Portugal – Polen                       | 5 – 1                                  | Nations League 2024/25                 | -                                      |
| 31                                     | 18 november 2024                       | Polen – Schotland                      | 1 – 2                                  | Nations League 2024/25                 | -                                      |
| 32                                     | 21 maart 2025                          | Polen – Litouwen                       | 1 – 0                                  | WK 2026 kwalificatie                   | -                                      |
| 33                                     | 24 maart 2025                          | Polen – Malta                          | 2 – 0                                  | WK 2026 kwalificatie                   | -                                      |
| 34                                     | 6 juni 2025                            | Polen – Moldavië                       | 2 – 0                                  | Vriendschappelijk                      | -                                      |
| 35                                     | 10 juni 2025                           | Finland – Polen                        | 2 – 1                                  | WK 2026 kwalificatie                   | 69'                                    |

Bijgewerkt t/m 10 juni 2025

## Clubstatistieken
| Seizoen         | Club            | Land               | Competitie         | Competitie | Competitie | Beker | Beker | Europees | Europees | Totaal | Totaal |
| Seizoen         | Club            | Land               | Competitie         | Wed.       | Dlp.       | Wed.  | Dlp.  | Wed.     | Dlp.     | Wed.   | Dlp.   |
| --------------- | --------------- | ------------------ | ------------------ | ---------- | ---------- | ----- | ----- | -------- | -------- | ------ | ------ |
| 2018/19         | RSC Anderlecht  | Vlag van België    | Jupiler Pro League | 0          | 0          | 0     | 0     | 0        | 0        | 0      | 0      |
| 2018/19         | FK Podbrezová   | Vlag van Slowakije | Fortuna Liga       | 14         | 1          | 0     | 0     | —        | —        | 14     | 1      |
| 2019/20         | FK Podbrezová   | Vlag van Slowakije | 2. Liga            | 2          | 0          | 0     | 0     | —        | —        | 2      | 0      |
| 2019/20         | MŠK Žilina      | Vlag van Slowakije | Fortuna Liga       | 13         | 0          | 3     | 0     | —        | —        | 16     | 0      |
| 2020/21         | MŠK Žilina      | Vlag van Slowakije | Fortuna Liga       | 30         | 2          | 4     | 1     | 0        | 0        | 34     | 3      |
| 2021/22         | MŠK Žilina      | Vlag van Slowakije | Fortuna Liga       | 3          | 1          | 0     | 0     | 8        | 0        | 11     | 1      |
| 2021/22         | Spezia Calcio   | Vlag van Italië    | Serie A            | 22         | 0          | 1     | 0     | —        | —        | 23     | 0      |
| 2022/23         | Spezia Calcio   | Vlag van Italië    | Serie A            | 6          | 0          | 1     | 0     | —        | —        | 7      | 0      |
| Carrière totaal | Carrière totaal | Carrière totaal    | Carrière totaal    | 90         | 4          | 9     | 1     | 8        | 0        | 107    | 5      |

Bijgewerkt op 11 september 2022.
1 Raya ·
2 Saliba ·
3 Mosquera ·
4 White ·
6 Gabriel ·
7 Saka ·
8 Ødegaard ·
9 Jesus ·
11 Martinelli ·
12 Timber ·
13 Kepa ·
14 Gyökeres ·
15 Kiwior ·
16 Nørgaard ·
17 Zintsjenko ·
19 Trossard ·
20 Madueke ·
21 Vieira ·
22 Nwaneri ·
23 Merino ·
24 Nelson ·
28 Sambi Lokonga ·
29 Havertz ·
30 Sterling ·
31 Hein ·
33 Calafiori ·
36 Zubimendi ·
41 Rice ·
49 Lewis-Skelly ·
Coach: Arteta
· Assistent-coach: Stuivenberg
· Assistent-coach: Heinze
1 Szczęsny ·
2 Cash ·
3 Jędrzejczyk ·
4 Wieteska ·
5 Bednarek ·
6 Bielik ·
7 Milik ·
8 D. Szymański ·
9 Lewandowski  ·
10 Krychowiak ·
11 Grosicki ·
12 Skorupski ·
13 Kaminski ·
14 Kiwior ·
15 Glik ·
16 Świderski ·
17 Żurkowski ·
18 Bereszyński ·
19 S. Szymański ·
20 Zieliński ·
21 Zalewski ·
22 Grabara ·
23 Piątek ·
24 Frankowski ·
25 Gumny ·
26 Skóraś ·
Coach: Michniewicz
1 Szczęsny ·
2 Salamon ·
3 Dawidowicz ·
4 Walukiewicz ·
5 Bednarek ·
6 Piotrowski ·
7 Świderski ·
8 Moder ·
9 Lewandowski  ·
10 Zieliński ·
11 Grosicki ·
12 Skorupski ·
13 Romanczuk ·
14 Kiwior ·
15 Puchacz ·
16 Buksa ·
17 D. Szymański ·
18 Bereszyński ·
19 Frankowski ·
20 S. Szymański ·
21 Zalewski ·
22 Bułka ·
23 Piątek ·
24 Slisz ·
25 Skóraś ·
26 Urbański ·
Coach: Probierz